# Jazzman (magazine)
Pour les articles homonymes, voir Jazzman.
Jazzman est un ancien magazine français de jazz, créé en octobre 1992.
En septembre 2009, pour lutter contre la crise économique et la baisse de revenus dans le monde des périodiques musicaux, le mensuel fusionne avec son frère Jazz Magazine.
Le mensuel se veut « le journal de tous les jazz », d'après son slogan.

## Histoire
Jazzman est d'abord un supplément gratuit du Monde de la musique. Il devient par la suite un magazine indépendant dont le premier numéro paraît en mars 1995.